# Boeger Peak
Der Boeger Peak ist ein 3069 m hoher Berggipfel im Massiv des Toney Mountain im westantarktischen Marie-Byrd-Land. Er ragt 3 km westlich des Richmond Peak auf.
Der United States Geological Survey kartierte ihn anhand eigener Vermessungen und Luftaufnahmen der United States Navy aus den Jahren von 1959 bis 1966. Das Advisory Committee on Antarctic Names benannte ihn 1976 nach Alvin C. Boeger, leitender Aerograph der Meereisüberwachungseinheit der US Navy, dessen Messungen bei Aufklärungsflügen von Neuseeland nach Antarktika zwischen Oktober und Dezember 1972 für die Schiffsoperationen in diesem Gebiet von Bedeutung waren.